# Eazy-Duz-It
Eazy-Duz-It é o álbum de estreia do rapper Eazy-E (do N.W.A), lançado em 1988. O álbum foi produzido por DJ Yella e Dr.Dre, e a maior parte das suas músicas foram escritas por MC Ren, Ice Cube, The D.O.C. e Arabian Prince. Eazy-Duz-It ajudou a popularizar o Gangsta Rap junto com o álbum Straight Outta Compton (1988), que vendeu mais de 2.5 milhões de cópias, chegou à posição de número 41 no Billboard 200 e a posição 12 no Billboard R&B/Hip-Hop Albums. O álbum vendeu mais de 5 milhões de cópias no mundo todo. Em 1998, Eazy-Duz-It apareceu na lista dos 100 Maiores Álbuns de Rap da revista especializada em Hip Hop/Rap, The Source. "Eazy-er Said Than Dunn" apareceu no aclamado jogo Grand Theft Auto: San Andreas (2004) em uma das rádios, "Rádio Los Santos".

Embora seja um álbum exclusivo da carreira solo de Eazy-E, todos os membros do N.W.A estiveram envolvidos na produção e/ou composição do álbum, e assim pode ser chamado de um álbum "mascarado" do N.W.A, só que com Eazy-E à frente do projeto.

## Faixas
| N.º | Título                    | Compositor(es)                   | Duração |  |
| 1.  | "Still Talkin'"           | Ice Cube, The D.O.C.             | 3:50    |  |
| 2.  | "Nobody Move"             | MC Ren,Eazy-E,Ice Cube           | 4:49    |  |
| 3.  | "Ruthless Villain"        | MC Ren                           | 2:59    |  |
| 4.  | "2 Hard Muthafucker's"    | MC Ren                           | 4:26    |  |
| 5.  | "Boyz-n-the-Hood (Remix)" | Ice Cube,Eazy-E                  | 6:22    |  |
| 6.  | "Eazy Duz It"             | Dr.Dre,MC Ren                    | 4:17    |  |
| 7.  | "We Want Eazy"            | Ice Cube,MC Ren                  | 5:01    |  |
| 8.  | "Eazy-er Said Than Dunn"  | Dr.Dre                           | 3:41    |  |
| 9.  | "Radio"                   | Dr.Dre,MC Ren                    | 4:58    |  |
| 10. | "No More ?s"              | Ice Cube                         | 3:55    |  |
| 11. | "I'm a Break It Down"     | MC Ren                           | 5:20    |  |
| 12. | "Eazy-Chapter 8 Verse 10" | Arabian Prince, Ice Cube, MC Ren | 2:11    |  |

## Samples
- "(Prelude) Still Talkin"
  - "Prelude" do Parliament
  - "Do The Funky Chicken" de Rufus Thomas
- "Nobody Move"
  - "Sixty Minute Man" de Rufus Thomas
  - "Nobody Move, Nobody Get Hurt" de Yellowman
- "Radio"
  - "I Can't Live Without My Radio" de LL Cool J
  - "Rebel Without a Pause" do Public Enemy
  - "King of Rock" do Run-D.M.C.
- "We Want Eazy"
  - "Ahh...The Name Is Bootsy, Baby" de Bootsy's Rubber Band

## Paradas
Album - Billboard (América do Norte)
| Year | Chart                  | Position |
| ---- | ---------------------- | -------- |
| 1988 | The Billboard 200      | 41       |
| 1988 | Top R&B/Hip-Hop Albums | 12       |